# Phantom, Rocker & Slick
Phantom, Rocker & Slick byla americká rocková skupina působící mezi lety 1983 a 1986. Její členy byli baskytarista a zpěvák Lee Rocker, kytarista Earl Slick a bubeník Slim Jim Phantom. Phantom a Rocker byli bývalými členy skupiny Stray Cats. Phantom, Rocker & Slick vydali dvě alba – Phantom, Rocker & Slick a Cover Girl, které vydala nahrávací společnost EMI Records. K jejich nejznámějším hitům patří „My Mistake“ a „Men Without Shame“.